# Église presbytérienne de Rio de Janeiro

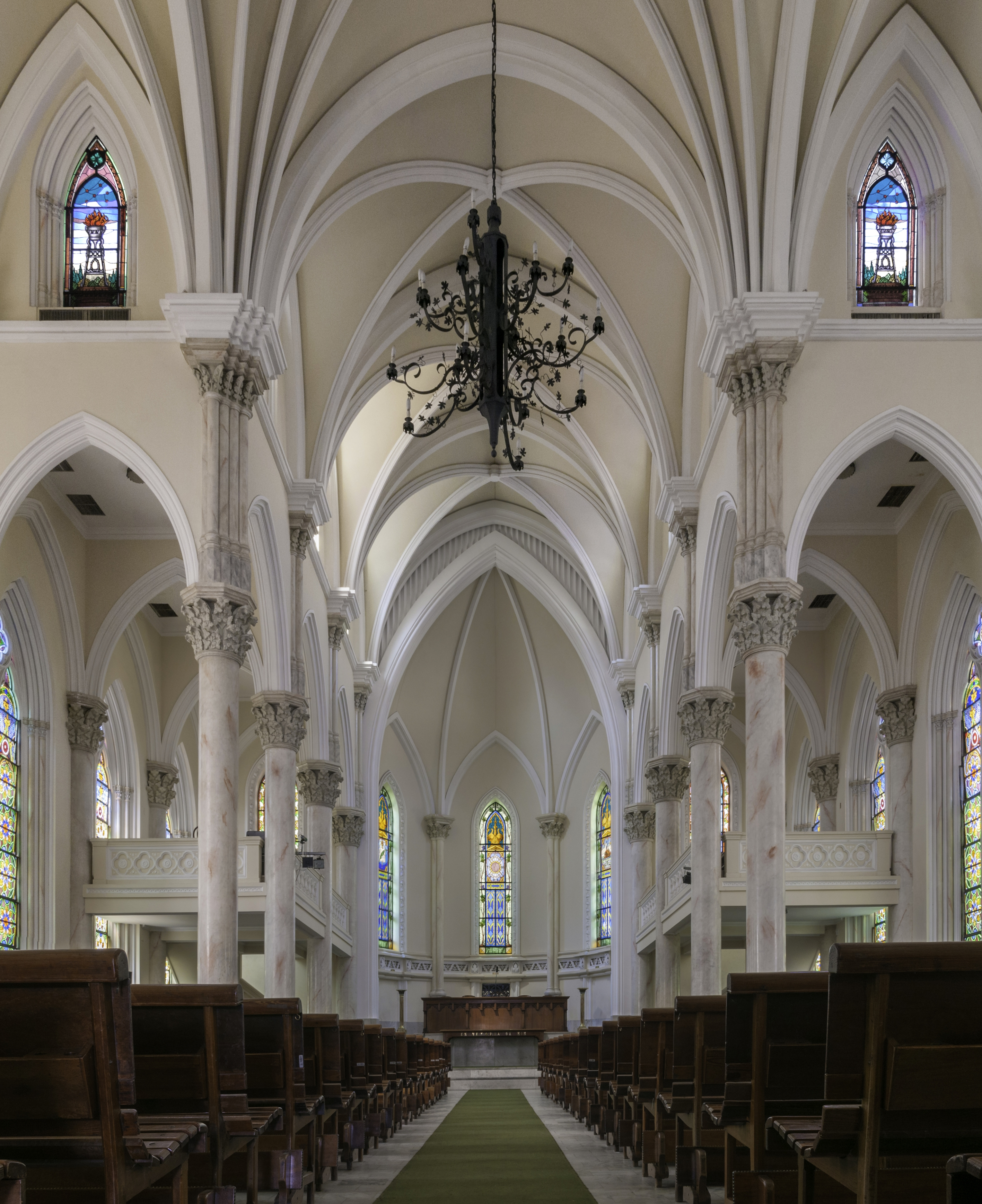
Intérieur de la cathédrale presbytérienne de Rio de Janeiro.

 (janvier 2022).
L'église presbytérienne de Rio de Janeiro, également connue sous le nom de cathédrale presbytérienne de Rio de Janeiro, est une église protestante, d'orientation calviniste presbytérienne, liée au presbytère de Rio de Janeiro, conseil de l'église presbytérienne du Brésil, située au centre de la ville de Rio de Janeiro.

## Histoire
L'organisation de l'Église presbytérienne de Rio de Janeiro remonte au 12 janvier 1862, ayant comme premiers pasteurs les révérends Ashbel Green Simonton et Alexander Blackford.
Le temple est classé patrimoine historique de la ville de Rio de Janeiro.

## Caractéristiques
Exemple d'architecture religieuse de style néo-gothique, sa conception s'inspire de la cathédrale Saint-Pierre de Genève .

## Pasteurs
- Ashbel Green Simonton : 1862-1867
- Alexandre Latimer Blackford : 1867-1874
- Antonio Bandeira Trajano: 1893-1896
- James Burton Rogers : 1896-1897
- Álvaro Reis : 1897-1925
- Mattathias Gomes dos Santos : 1926-1947
- Amantino Adorno Vassão : 1947-1981
- Guilhermino Cunha : 1981-2015
- Léonardo Sahium : 2015
- Parrainage de Jorge : 2015 -2018
- Isaías Cavalcanti : 2018-2019
- Renato Porpino: 2019-présent